# Aethera
Aethera est un client de messagerie sous licence libre.

## Fonctionnalités
Aethera a des fonctionnalités allant au-delà des aspects messagerie et calendrier : 
- Syndication des données RSS
- Gestionnaire de notes
- Gestionnaire de contacts
- Gestionnaire de tâches

Aethera repose sur des standards réels, et sur une architecture modulaire permettant l'ajout de fonctionnalités par plugins.

## Historique
Janvier 2001 : Première béta publique.
Février 2002 : Version 0.9.6.
Mars 2002 : Version 0.9.7.
Avril 2002 : Version 0.9.8.
Avril 2002 : Le nouveau plugin jabber v.1.0 est sorti.
Juillet 2002 : Version 0.9.9.
Juillet 2002 : Version 0.9.10.
Décembre 2002 : RC1
Mars 2003 : RC2 (versions Linux et Windows)
Août 2003 : Version 1.0 (versions Linux et Windows)
Janvier 2004 : Version 1.0.2 (version Linux et Windows)
Juin 2004 : Version 1.1.0 (version Linux, Windows, et Mac OS X)
Janvier 2005 : Version 1.2.0 (Linux, Windows, Mac OS X)
Avril 2005 : Version 1.2.1 (Linux, Windows, Mac OS X) 